# حكومة رينالدو أزامبوجا
بدأت حكومة رينالدو أزامبوجا، في 1 يناير 2015 وستنتهي في 31 ديسمبر 2022. هزيمة المرشح فرحة أمارال . أعيد انتخاب Azambuja حاكمًا في الانتخابات التالية ، بفترتين ، وفي الانتخابات الثانية هزم أوديلون دي أوليفيرا .
من بين 24 وعودًا قدمها رينالدو أزامبوجا ، حقق 14 وعودًا وفقًا لحكومة ماتو غروسو دو سول ، بمعدل 58٪ ، أي أكثر من ضعف المعدل الوطني ، الذي كان 26٪. وجاء ثاني أفضل أداء من حاكم سيارا ، كاميلو سانتانا ، بنسبة 47٪ ، يليه ريناتو كاساغراندي ، من إسبريتو سانتو ، الذي أوفى بنسبة 44٪ من وعوده.
في العامين ونصف العام من ولايته الثانية ، زاد Azambuja بصفته حاكماً لماتو جروسو دو سول عدد المدارس بدوام كامل. في عام 2018 كان هناك 29 ، وفي يوليو 2021 كان هناك 97. بالإضافة إلى ذلك ، تمت زيادة عرض المنح الدراسية في برامج Vale Universidade Indígena من 1800 في 2018 إلى 2000 في 2021. و Bolsa Atleta و Bolsa Técnico ، من 170 في 2018 إلى 265 في 2021.